# Kasteel van Kats
Het Kasteel van Kats of Huis te Cats stond in het Nederlandse dorp Kats, provincie Zeeland. De exacte locatie van het kasteel is onbekend.

## Geschiedenis
De familie Kats was al langere tijd actief in Noord-Beveland en speelde sinds eind 12e eeuw een belangrijke rol. Ze bewoonden aanvankelijk een werf, waar ze over een mottekasteel beschikten. In de 13e eeuw behoorden ze tot de aanzienlijkste families in de graafschappen Holland en Zeeland.
Op 1 mei 1271 beleende graaf Floris V de edelman Nicolaas van Kats opnieuw met het ‘hus te Kats’, inclusief een molen, land, diverse hofsteden en een ambachtsheerlijkheid. Nicolaas had deze bezittingen dus reeds eerder aan de graaf opgedragen en direct weer in leen terug gekregen. Het kasteel is vermoedelijk door Nicolaas gebouwd of uitgebreid.
Het dorp en kasteel speelden in de middeleeuwen een rol in de zogenaamde heervaartdiensten. Op bevel van de landsheer dienden de Zeeuwse en Hollandse eilanden soldaten te leveren. In 1298 zou het om 3000 man gaan die zich bij het kasteel verzamelden. Vanaf 1300 speelde het kasteel van Kats tevens een rol in de gewestelijke vergaderingen, waar de belangrijkste edelen en de abt van de Middelburgse abdij op verzoek van de graaf bijeenkwamen om over financiële zaken te spreken. Een eeuw later was de vergadering uitgebreid tot een echte raad van edelen en steden.
Een deel van de ambachtsheerlijkheid Kats kwam in de 14e eeuw in bezit van Nicolaas van Borsele van Kortgene en in 1321 had ook Jan van Beaumont eigendom in het gebied. In 1323 en 1325 werd nog wel melding gemaakt van Nicolaas II van Kats. In 1332 overleed Nicolaas III, waarna de goederen over zijn kinderen verdeeld raakten en versnipperden.
In 1334 brak tijdens een storm de zeewering bij het dorp Kats door, waardoor enkele dorpen overstroomden. Ook voor het dorp Kats betekende dit waarschijnlijk het einde, waarna het landinwaarts werd herbouwd. Wat er met het kasteel is gebeurd, is niet bekend, maar mogelijk is het slot ook ten onder gegaan in het natuurgeweld.
De eerstvolgende vermelding van het kasteel dateert pas uit 1527: Peternelle van Praet en Moerkerken, sinds 1523 weduwe van Philips van Cats, gaf aan Cornelis Corneliszn van der Goits een machtiging af om de rekening van het jaar ervoor af te horen. De laatste vermelding van het kasteel vond plaats in 1528, toen Peternelle het kasteel volgens de huwelijksvoorwaarden zou inbrengen bij haar aanstaande huwelijk. De Sint Felixvloed van 1530 heeft naar alle waarschijnlijkheid definitief een einde gemaakt aan het kasteel Kats.

## Beschrijving
Er was vermoedelijk eerst sprake van een eenvoudig mottekasteel. Het uiteindelijke kasteel Kats zal vóór de belening van 1271 zijn gebouwd, waarschijnlijk door Nicolaas van Kats. De stormvloed van 1334 betekende mogelijk het einde van het kasteel, alhoewel hierover geen duidelijkheid bestaat: het kasteel kan de stormvloed dus hebben overleefd.
Pas twee eeuwen later, in 1527-1528, wordt het kasteel weer in de bronnen genoemd. Mogelijk gaat het hier om een herbouwd kasteel Kats, maar het kan ook nog gaan om het oude middeleeuwse slot. Overigens is van beide onbekend hoe ze er uit hebben gezien.
De exacte kasteellocatie is evenmin duidelijk. Er zijn in de 20e eeuw bij de boerderij Zeldenrust zware fundamenten in de bodem aangetroffen; niet ver daar vandaan werden in 2008 bij archeologisch onderzoek eveneens zware funderingen gevonden. Mogelijk houden deze vondsten echter verband met het verdronken dorp Kats. Onderzoek in 2020 lijkt te wijzen op een locatie bij de boerderij Lommerijk.
Aldegonde · Kasteel van Axel · Baarland · Baarsdorp · Barbestein · Biervliet · Bieweg · Blodenburg · Huis der Boede · Brijdorpe · Bruëlis · 't Burchtje · Burggravensteen · Buttinge · Coxijde · Crayenstein · Duinbeek · Duivelsberg · Ellewoutsdijk · Filippenburg · Geersdijk · Gistellis · Gravenhof · Slot Haamstede · Kasteel Hellenburg · Herkestein · Heuvelsweg · Hoge Huis · Ter Hooge · Hoogkamer · Kats · Kind van Trente · Kleverskerke · Kortgene · Kreke · Kruiningen · Laterdale · Lodijke · Maalstede (Hulst) · Maalstede (Kapelle) · Magdalon · Hof Ter Moere · Moermond · Te Mortiere · Muiden · Hof ter Nisse (Nisse) · Hof ter Nisse (Ossenisse) · Oostende · Oostende (Goes) · Oosterstein · Poelvoorde · Poortvliet · Popkensburg · De Pottere · Poucques · Pronkenburg · Ravenstein · Saeftingher Slot · Kasteel van Sint-Maartensdijk · Schengen · Sluis · Smallegange · Stavenisse · Tolhuis van Iersekeroord · Huus ter Tolne · Torenberg · Torenhoeve · Toren van Bourgondië · Troye · Valkenisse · Vinninghen · Vlissingen · Voorhoute · Waarde · Watervliet · Weldamme · Welland · Huis te Werf · Te Werve · Westenschouwen · Westhove · Westkerke · Windenburg · Zandenburg · Zwanenburg